# Marija Ramšak
Marija Ramšak, slovenska zdravnica, * 9. februar 1902, Ptuj, † 29. september 1986, Maribor.
Ramšakova je leta 1926 diplomirala na dunajski medicinski fakulteti. Po končanem študiju se je bila v letih 1927−1957 (razen med okupacijo) zaposlena v bolnišnica v Črni na Koroškem kjer je proučevala zastrupitve s svincem (saturnizem) med rudarji ter vpeljala sistematične zdravstvene preglede ogroženih delavcev in razvila laboratorij za diagnostiko saturnizma.